# Wilhelm Hallbauer
Wilhelm Hallbauer (ur. 30 marca 1889 w Strasburgu, zm. 26 października 1969 w Holzminden) – niemiecki architekt i urbanista. Urbanista Łodzi (1939–1941) i Lwowa (od 1941) pod okupacją niemiecką.

## Życiorys
W latach 30. XX w. dyrektor biura planistycznego Wilhelmshaven, które przeprojektowywał na potrzeby zamieszkania przez 400 tys. osób. Był odpowiedzialny za budowę dzielnic Voslapp, Fedderwardergroden i Hanschen. Od 1933 był członkiem NSDAP. W grudniu 1939 został dyrektorem Wydziału Planowania Przestrzennego w Łodzi (właśc. kierownik Bauverwaltungsamt Stadtverwaltung – Litzmannstadt) pod okupacją niemiecką. Planował przekształcić Łódź we wzorcowe, niemieckie miasto, z którego miało zostać wysiedlonych 300 tys. Żydów, 50 tys. Polaków, planując osiedlić 400 tys. Niemców. Docelowo Litzmannstadt miało liczyć 700–800 tys. mieszkańców, w tym 300 tys. polskich robotników przemysłowych. W celu wcielenia wizji w życie, sprowadził z Niemiec inżynierów budowlanych, a w kwietniu 1940, berlińskiego architekta Walthera Bangerta, który otrzymał zlecenie opracowania planu ogólnego miasta, ograniczając docelową liczbę mieszkańców Łodzi do 500 tys. osób.
Od października 1941 pełnił funkcję dyrektora Wydziału Planowania Przestrzennego we Lwowie. Od lutego 1942 był zastępcą Stadthauptmanna Lwowa, w którym kierował akcją wysiedlenia Żydów. Jako radca budowlany Lwowa, latem 1943, zaprezentował ideę stworzenia „Hali Wspólnotowej” i placu defilad w cytadeli. Po wojnie przebywał na emeryturze w Bad Nauheim. Był autorem licznych publikacji na temat rozwoju miast i planowania przestrzennego.

## Publikacje
- Grundsätzliche Gedanken zum Raumproblem Lodsch. (ze wstępem Herberta Volcka(inne języki)) Łódź 1940.
- Kreis Nürtingen. Soziologische Untersuchung nach dem Stande vom Frühjahr 1947. Nürtingen 1947.
- Wirtschaftsraum Esslingen 1948. 3 Bände, Esslingen 1948.
- Denkschrift der Stadt Pforzheim an Staatsministerium und Landtag über die notwendige Neugliederung ihres Wirtschaftsbezirkes anlässlich der Bildung des Südweststaates. Pforzheim 1950.
- Wilhelmshaven 1952. Bad Nauheim 1952.
- Strukturwandel im Gefüge der deutschen Gemeinden durch Kriegs- und Nachkriegsfolgen in der Bundesrepublik. Auszug aus den Ergebnissen des Raumforschungsauftrages Az. II – 1441 Nr. 5/53 des Bundesministers für Wohnungsbau – Bonn. Bonn około 1956.
- Strukturwandel in Stadt und Umland. Probleme und Ausblicke. (= Raumforschung und Landesplanung, Abhandlungen, Band 34.) Dom, Bremen-Horn 1958.
- Unsere Umwelt. Versuch einer Rechenschaft über 2000 Jahre deutscher Wirtschafts- und Stadtentwicklung. Röck, Weinsberg (Württemberg) około 1962.
- Raumordnung, eine Lebensfrage Wilhelmshavens. In: Institut für Raumforschung (Hrsg.): Informationen (ISSN 0340-0689), 7. Rocznik 1957, Zeszyt 12.